# Альтов, Семён Теодорович

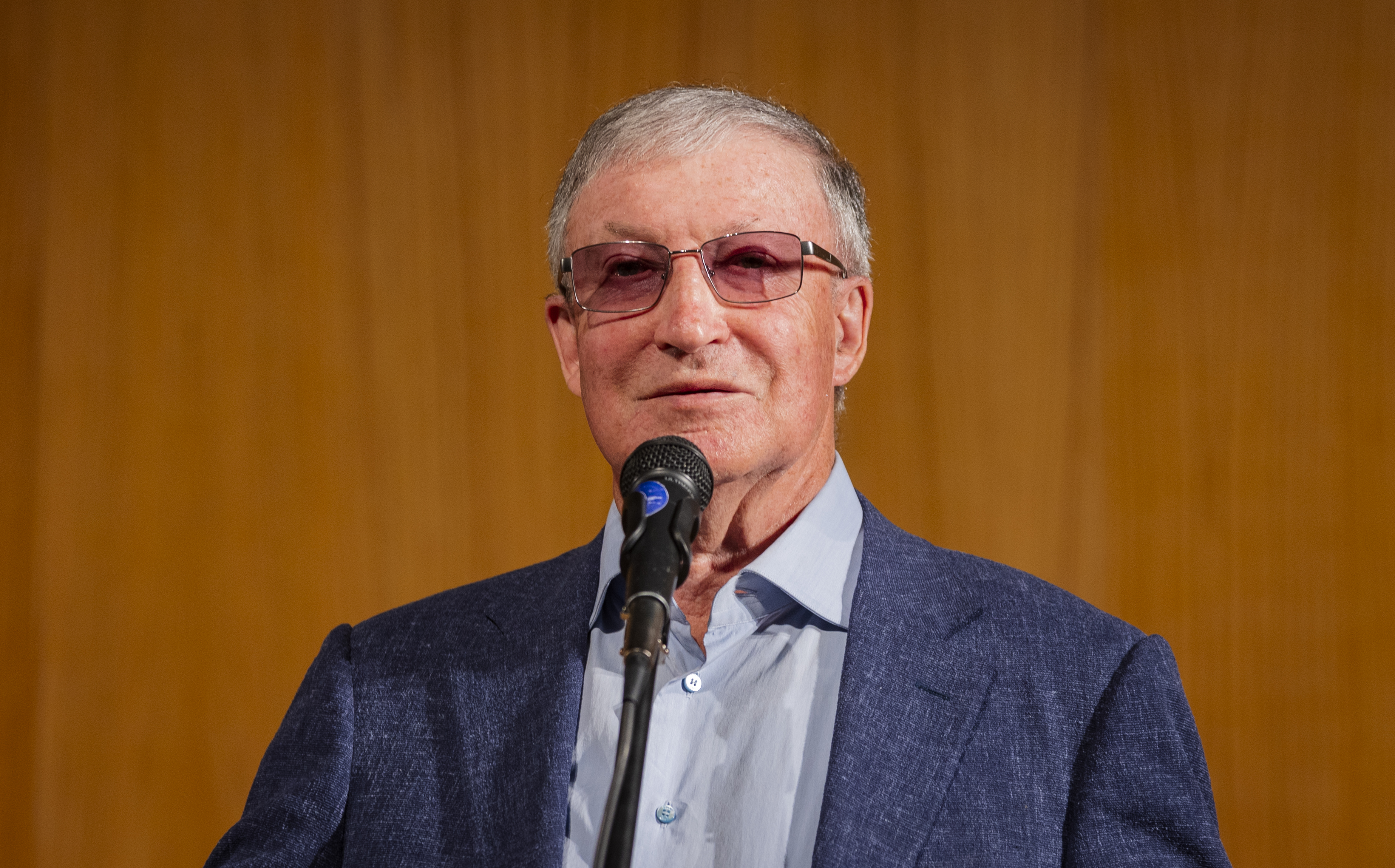
Семен Альтов. Выступление в музее АНУ в Израиле. 2023

Семён Теодо́рович А́льтов (фамилия при рождении Альтшуллер; род. 17 января 1945, Свердловск) — советский и российский писатель-сатирик, сценарист, драматург, режиссёр. Заслуженный деятель искусств Российской Федерации (2003).

## Биография
Родился 17 января 1945 года в Свердловске, в семье инженера-электрика, преподавателя Ленинградского кораблестроительного института Теодора Семёновича Альтшуллера (1910—1998, родом из Нежина) и архитектора Любови Наумовны Залесской (1909—1968, родом из Кременчуга). Родители были эвакуированы в Свердловск из Ленинграда.
Окончил Ленинградский технологический институт имени Ленсовета. Писать начал в 26 лет.
Произведения Альтова исполняли Геннадий Хазанов («Геракл», «Вобла», «Хор в посольстве», «Волки и овцы», «Плавки»), Клара Новикова («Кармен»), Ефим Шифрин («Кающаяся Мария Магдалина», «Покушение», «Блуждающая грудь», «Золушка», «Оазис», «Сексонфу», «Бычара», «Личный пример»), Владимир Винокур («Кувырок судьбы»). Кроме того, свои произведения исполняет и автор. Семён Альтов выделяется среди прочих выступающих писателей-юмористов своеобразной исполнительской манерой — Альтов читает свои монологи с непроницаемым и даже мрачным выражением лица, однообразным низким голосом со своеобразным акцентом, даже не улыбаясь. Манера произношения Альтова пародируется многими эстрадными артистами (Братья Пономаренко, Игорь Христенко и т. д.).
Автор последнего спектакля Аркадия Исааковича Райкина «Мир дому твоему».
Принимал участие в создании комедийного сериала «Недотёпы».
Стоял у истоков передачи «Вокруг смеха». Тогда юмор сильно отличался от современного. Редактор Татьяна Паухова строго следила за литературностью материала.
На выборах в Законодательное собрание Санкт-Петербурга 1994 года был одним из лидеров блока «Весь Петербург».
Возглавляет попечительский совет Дворца искусств Ленинградской области.

## Семья
- Жена — Лариса Васильевна Альтова — по специальности дирижёр-хоровик
  - Сын — Павел Семёнович Альтов (род. 1973) — предприниматель, продюсер отца (режиссёр сериала «Недотёпы» на НТВ)
  - Невестка — Анна Альтова
    - Внуки — Варвара Павловна Альтова, Екатерина Павловна Альтова, Василий Павлович Альтов[12]

## Участие в телепередачах
1 декабря 1995 года Альтов участвовал в капитал-шоу «Поле чудес», посвящённом 50-летнему юбилею Геннадия Хазанова.
2 апреля 1996 года Альтов был в гостях у Андрея Разбаша в телепередаче «Час пик»[значимость факта?].
Также Альтов участвовал в телепередачах «Комната смеха», «Без антракта», «Измайловский парк», «Джентльмен-шоу», «Юрмала», «Вечерний Квартал», «Вокруг смеха», «Недотёпы» и в других юмористических проектах.

## Награды
- 1974 — премия «Золотой телёнок» «Литературной Газеты» («Клуба 12 стульев»).
- 1994 — лауреат международного фестиваля сатиры и юмора «Золотой Остап», получил позолоченную статуэтку вслед за Сергеем Довлатовым и Михаилом Жванецким.
- 2001 — лауреат Кубка Аркадия Райкина на международном фестивале «MORE SMEHA», Рига.
- 2003 — Заслуженный деятель искусств Российской Федерации (2003)[14].
- 2008 — Царскосельская художественная премия.

## Фильмография
1. 1984 — Перикола (автор диалогов)
2. 1986 — БДТ тридцать лет спустя (фильм-спектакль; участие)
3. 1987 — Мир дому твоему (телеспектакль; автор реприз и интермедий
4. 1989 — Не понимаю! (Беларусьфильм)
5. 1992 — Удачи вам, господа!
6. 1992 — Кто там? (короткометражный; участие)
7. 1993 — Шанс (Украина, короткометражный; сценарист)
8. 1994 — Альтшоусы (режиссёр и сценарист)
9. 1996 — Недотёпы (короткометражный; сценарист)
10. 1997 — Не валяй дурака — член экспедиции